# 巴斯 (大熊猫)
巴斯（1980年—2017年9月13日）生于四川省宝兴县，大熊猫，1990年亚运会吉祥物“盼盼”的原型，一生创造了大熊猫史上多项第一。

## 生平
巴斯的家乡在四川省宝兴县，是野生雌性大熊猫。1984年2月22日，4岁的巴斯在觅食时落入巴斯沟大河边（大河边是个地名）巴斯河的冰冷河水中，被宝兴县永富乡农村的女村民李兴玉和10岁的侄儿石家明发现并救起。在送交给位于宝兴的蜂桶寨自然保护区时，保护区工作人员要李兴玉给这只大熊猫取名字，李兴玉想到是在巴斯沟附近发现的，便取名为“巴斯”。在蜂桶寨自然保护区居住数月后，巴斯被送到卧龙的中国保护大熊猫研究中心。后经中华人民共和国林业部调配，1984年5月6日，巴斯来到福建省福州市的福州动物园。1987年7月至1988年2月，巴斯应邀代表中国野生动物保护协会赴美国圣地亚哥动物园访问半年，观众须排队5小时才能观看巴斯3分钟，共有250万至300万观众前来参观。巴斯前往洛杉矶国际机场离开美国当天，沿途200余公里都是送别她的人。

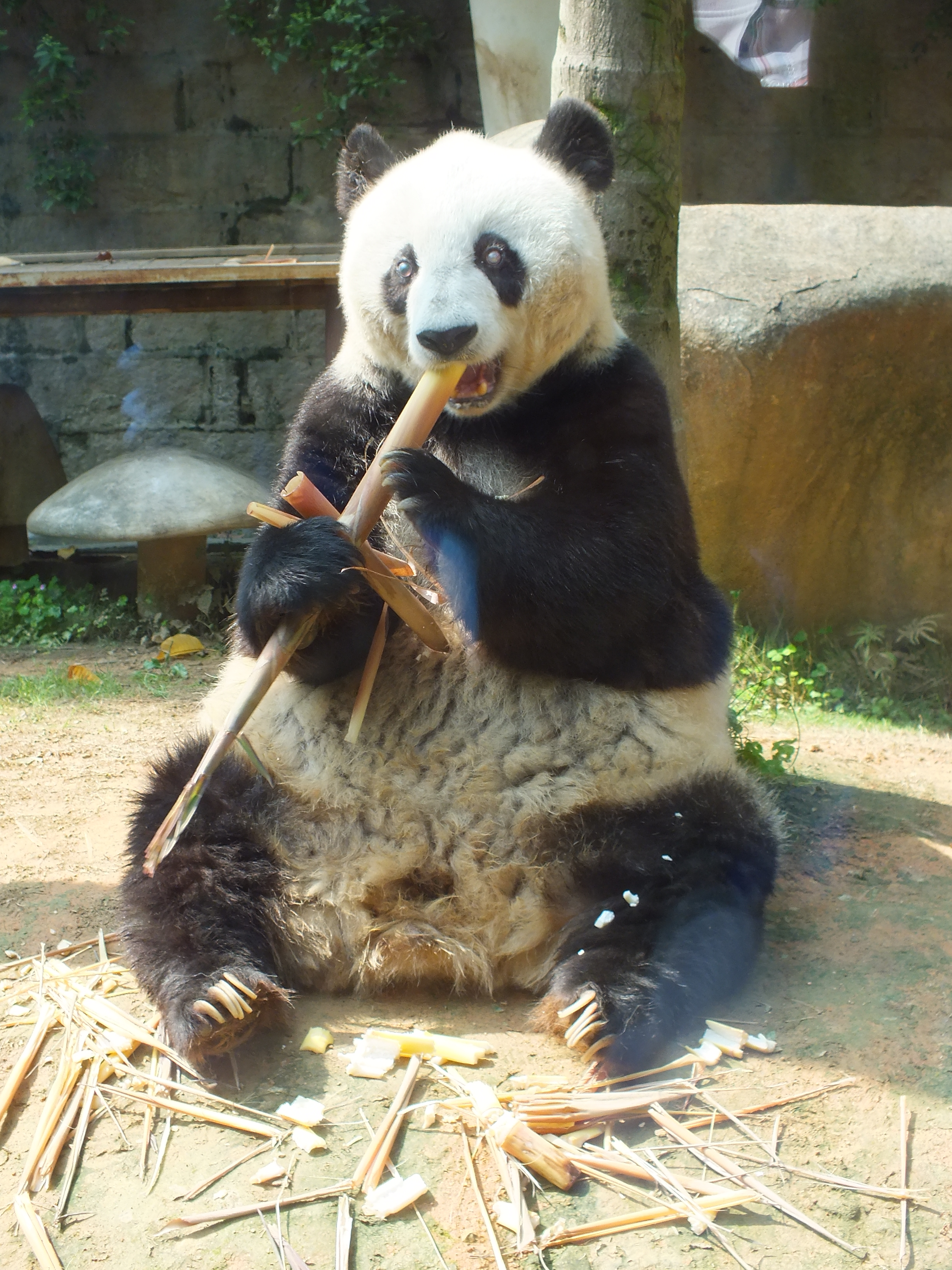
2012年正在吃竹笋的巴斯

1990年，应北京亚运会组委会邀请，巴斯成为本届亚运会吉祥物“盼盼”的原型。1991年中国中央电视台春节联欢晚会上，福州动物园表演《盼盼与巴斯》，巴斯由此亮相中国中央电视台春节联欢晚会，表演了投篮、举重、打电话等，成为家喻户晓的大熊猫明星。
1998年，巴斯为异种克隆大熊猫捐献体细胞，直到早期胚胎形成。该成果被中国科学院、中国工程院评为1999年中国十大科技进展。
2001年，巴斯成为世界上第一只被确诊患有高血压的大熊猫。2002年，巴斯患高血压昏迷一周，经抢救苏醒，脱离生命危险，最后挣扎着走出房间。2002年，巴斯还接受了白内障摘除手术，成为世界上第一只接受白内障摘除手术的大熊猫。2010年11月12日广州亚运会开幕式直播中，巴斯在福州分会场亮相5分钟，戴着黑框眼镜看电视。2010年，巴斯突发胰腺炎，经过8个昼夜的抢救，最终脱离生命危险。2015年，以巴斯的经历为题材制作的3D动画短片《巴斯向世界人民问好》在美国纽约时代广场大屏幕播放。2017年1月18日，巴斯获颁“世界上现存最长寿圈养大熊猫”世界吉尼斯纪录证书。2017年6月初起，巴斯因肝硬化、肾衰竭、年老体弱，出现多种病症，海峡（福州）大熊猫研究交流中心、福州总医院的专家多次会诊。为给无法进食的巴斯补充营养，工作人员通过手术在巴斯的颈静脉安置了一个输液管，巴斯也成为世界上第一只接受该手术的大熊猫。

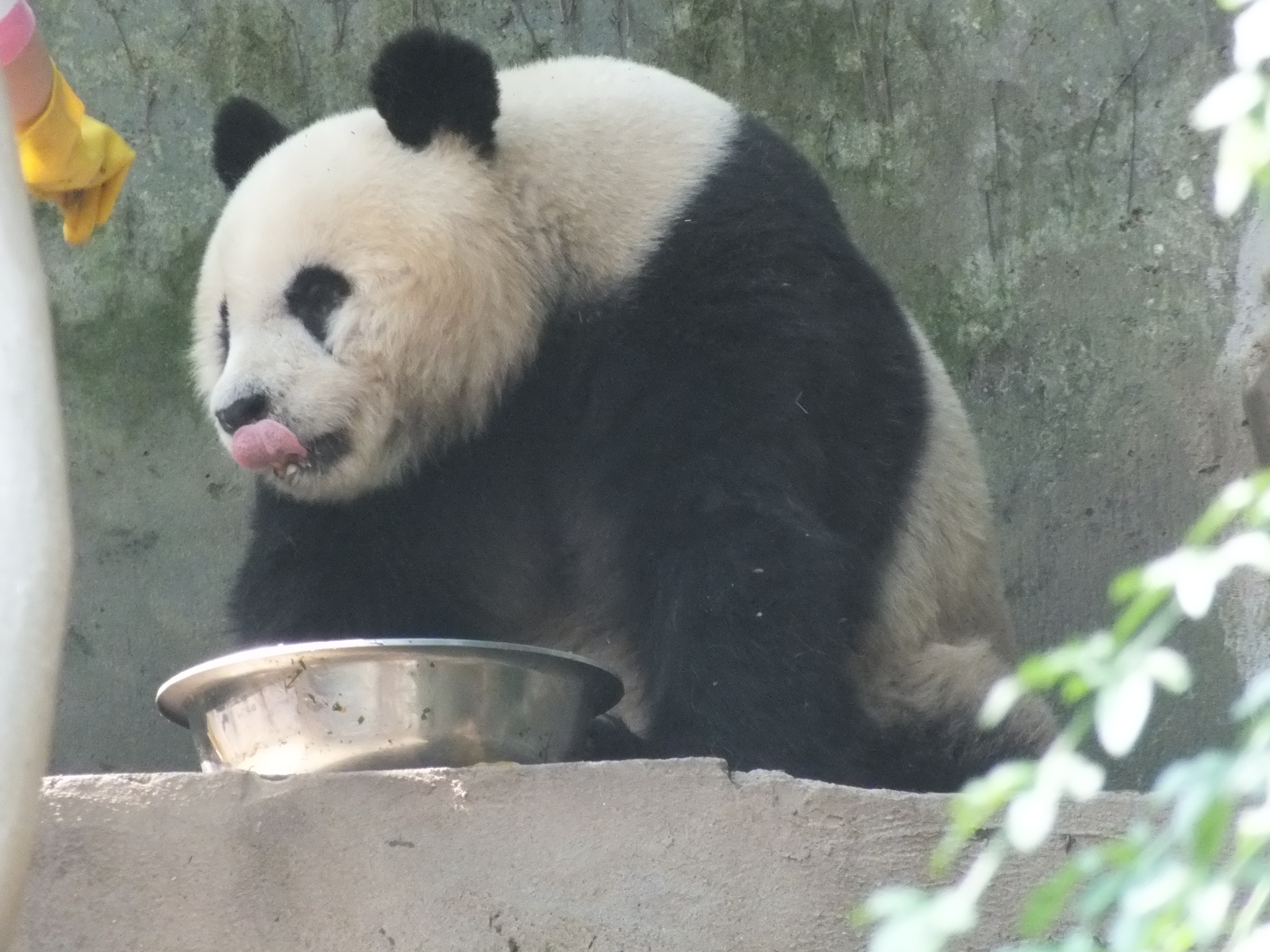
正在舔舌头的巴斯

2017年9月13日，巴斯在海峡（福州）大熊猫研究交流中心病逝，享年37岁（相當於人類111岁）。9月16日，海峡（福州）大熊猫研究交流中心在福州熊猫世界为巴斯举办追思活动，在10月1日中华人民共和国国庆节之前每天为她播放专题视频，并设立悼念专版。大批福州市民来到海峡熊猫世界悼念巴斯，甚至翻出当年“盼盼”的明信片、邮票、助威旗帜等纪念品摆放在兽舍隔离窗外。巴斯的遗体将作为标本安放在巴斯博物馆，部分器官将用于科学研究。

## 纪念
巴斯的正式出生日期不详。曾在1月18日、11月28日等日期庆祝过巴斯的生日。
2015年，在巴斯35岁生日会上，海峡（福州）大熊猫研究交流中心提出要将“生物巴斯”转化为“文化巴斯”，设立了“巴斯勋章”奖项，成立了“巴斯基金会”等，并为她制作出目前世界上最大的熊猫石雕（钢筋水泥结构，高2米，重6吨）。
2017年1月18日，福州市人民政府为巴斯树立了“世界的巴斯、和平的图腾”代表中国印的石碑。
2018年9月13日，巴斯文化建设工程启动仪式在海峡（福州）熊猫世界举办。该工程由联合国教科文组织、福州市人民政府、中国企业评价协会、福建省对外文化交流协会、海峡(福州)大熊猫研究交流中心等单位发起。
2019年，12月11日，由中国人民对外友好协会与福建省人民政府联合主办的2019年“巴斯文化论坛”在福建省福州市举行。来自中外公益、文化、科技、体育等各界代表约200人出席论坛。